# Abdul Baser Wasiqi
Abdul Baser Wasiqi, född 12 juli 1975, är en afghansk friidrottare (långdistanslöpare). Han deltog vid olympiska sommarspelen 1996.